# Femmes entre elles
Pour plus de détails, voir Fiche technique et Distribution.
Femmes entre elles (Le amiche) est un film italien de Michelangelo Antonioni, sorti en 1955.
Réalisé en 1955, ce drame psychologique est une adaptation libre de la nouvelle de l'écrivain turinois Cesare Pavese, Entre femmes seules (it) (Tra donne sole), publiée pour la première fois en 1949. Le scénario traite d'un suicide ; rappelons qu'en 1953, le cinéaste italien réalisa, dans le cadre d'un film à sketches L'Amour à la ville (L'amore in città), un épisode à caractère documentaire Tentato suicidio, composé d'entretiens avec des personnes rescapées d'un suicide manqué. Cesare Pavese, l'auteur de Tra donne sole, s'est lui-même donné la mort en 1950.

## Synopsis
Clelia revient à Turin, dont elle est originaire, afin d'y créer la succursale d'une maison de haute couture romaine. Là, elle se lie avec un cercle de femmes issues de la grande bourgeoisie, alors qu'elle-même est issue d'un milieu ouvrier, et fait aussi la connaissance de Cesare, un décorateur qui supervise les travaux de son salon. C'est surtout le drame personnel de l'une d'entre elles, Rosetta, amoureuse désespérée du peintre Lorenzo marié à Nene, qui sollicite toute sa sensibilité. Après une première tentative de suicide, elle finit par se jeter à l'eau et se noyer. Se sentant elle-même coupable, Clelia estime que ses amies, loin de porter secours à Rosetta, ont plutôt favorisé cette fin tragique. Profondément déçue par cette expérience de la vie provinciale, Clelia renonce à un éventuel mariage avec Carlo, l'assistant de Cesare, et préfère retourner à Rome, soucieuse de conforter sa réussite sociale et son indépendance.

## Fiche technique
- Titre original : Le amiche
- Titre en France : Femmes entre elles
- Réalisation : Michelangelo Antonioni
- Assistant réalisateur : Luigi Vanzi
- Scénario : Suso Cecchi D'Amico, Alba de Céspedes, Michelangelo Antonioni d'après le roman de Cesare Pavese, Tra donne sole (it)
- Production : Giovanni Addessi pour Trionfalcine
- Photographie : Gianni Di Venanzo
- Opérateur : Enrico Menczer
- Montage : Eraldo Da Roma
- Musique : Giovanni Fusco
- Décors : Gianni Polidori
- Costumes : les sœurs Fontana
- Format : noir et blanc
- Durée : 104 minutes
- Pays d'origine :  Italie
- Année de réalisation : 1955
- Date de sortie :
  - Italie : 7 septembre 1955 à Venise

## Distribution
- Eleonora Rossi Drago : Clelia
- Valentina Cortese : Nene
- Yvonne Furneaux : Momina
- Franco Fabrizi : Cesare
- Gabriele Ferzetti : Lorenzo
- Madeleine Fischer : Rosetta
- Ettore Manni : Carlo
- Anna Maria Pancani (it) : Mariella
- Luciano Volparo : Tony
- Maria Gambarelli : la directrice de l'atelier

## Récompenses
- Lion d'argent à la Mostra de Venise en 1955
- Ruban d'argent de la réalisation du meilleur film en 1956

## Antonioni et Pavese
Dès la publication de la nouvelle Paesi tuoi (Par chez nous ou Tes Pays, 1948), Michelangelo Antonioni s'est passionnément intéressé aux textes de l'écrivain piémontais. Il fut le premier metteur en scène à tenter l'aventure d'adapter à l'écran une œuvre de Cesare Pavese.
Selon son compatriote, l'écrivain et réalisateur Fabio Carpi, Antonioni était uni à Pavese par « une coïncidence d'intérêts, presque un lien de parenté (…) ». Ce que semble confirmer Cesare Pavese, lui-même, en écrivant dans Le Métier de vivre, journal posthume publié en 1952 : « Tout le problème de la vie consiste à savoir comment rompre sa solitude et comment communiquer avec les autres. » De ces préoccupations, le cinéma d'Antonioni porte témoignage.
Entre femmes seules plut à Antonioni qui exprimait son attachement de la sorte : « J'aime ses personnages féminins, et leur façon de vivre de l'intérieur. On a parlé d'une certaine analogie entre Pavese et moi. Ses expériences intellectuelles coïncidèrent tragiquement avec ses expériences personnelles. Peut-on en dire autant de moi ? (...) Pour moi, je voulais placer mes personnages dans leur cadre, ne pas les séparer de leur décor quotidien. »
Ce qu'Aldo Tassone, dans son ouvrage consacré à Antonioni, explique ainsi : « Comme le suggère le titre Le amiche, le centre du film n'est plus Clelia, avec laquelle Pavese s'identifie, mais le groupe des « amies » et les rapports de ces femmes entre elles et avec les hommes. »
Le romancier italien Italo Calvino, à la sortie du film, estimait, pour sa part, que l'on assistait, pour la première fois au cinéma, à l'expression de « la vie de groupes d'amis et d'amies de la bourgeoisie, de leurs hystéries et d'acrimonies qui fermentent sous la plaisanterie ; (...) »  Il ajoutait, en outre : « L'observation des mœurs qui, pour Pavese, n'était qu'un instrument préalable à l'élaboration d'une définition lyrique et morale, a ici un rôle de toute première importance. Antonioni y mène à son expression la plus achevée sa fonction de chroniqueur amer d'une génération bourgeoise. »

## Antonioni et les femmes
Interviewé par Lietta Tornabuoni, au sujet de son « intérêt constant, si vif et si rare pour les personnages féminins », Antonioni répond : « Probablement de mon histoire personnelle. J'ai vécu parmi les femmes, d'abord avec de nombreuses cousines et leurs amies, puis avec mes amies et leurs amies à elles, avec les actrices et leurs cours féminines : les problèmes des femmes ont toujours été présents chez moi et dans ma vie, au quotidien. (...) elle (la femme) est un filtre bien plus subtil de la réalité, plus curieuse et beaucoup plus capable que l'homme de sacrifice et d'amour. »
« Tra donne sole, le récit de Pavese dont j'ai tiré Le amiche, était magnifique, et je ne lui ai pas du tout été fidèle. J'en aimais la complexité des rapports dans un groupe, l'entrelacement des personnalités, le va-et-vient des rencontres (...). Nous nous entendions très bien avec les actrices (cinq actrices dans les premiers rôles), elles m'aimaient et me respectaient ; le film fut quelque chose de fou avec toutes ces intrigues qui naissaient sur le plateau ou ailleurs, y compris de mon fait. (...) Je m'occupais surtout de Madeleine Fischer, la moins expérimentée, la plus désarmée, qu'on avait trouvée par hasard deux jours avant de commencer le film, grâce à une photographie de mode : elle était mannequin (...). Le travail fut interrompu plusieurs fois : l'argent manquait », dit-il.